# Юсдаль (клуб по хоккею с мячом)
«Юсдаль» — команда по хоккею с мячом из Юсдаля. Играет в дивизионе Allsvenskan чемпионата Швеции по хоккею с мячом. Основана в 1943 году. Командные цвета: жёлто-зелёные. Наивысшие достижения за всю историю команды — победа в чемпионате Швеции и пять выходов в финал Кубка мира.

## История
Клуб был создан 19 января 1943 года. Наивысших успехов добился в 1970-х годах, когда команда неоднократно выходила в финал чемпионата Швеции. Первые два финала (1970, 1972) команда проиграла. Лишь с третьей попытки клубу удалось стать чемпионом Швеции. В 1975 году в финале со счётом 8:4 была побеждена «Вилла». На сегодняшний день это единственная победа в чемпионате Швеции. В настоящее время клуб выступает в дивизионе Allsvenskan, втором по силе в Швеции, где ведёт борьбу за возвращение в элиту шведского бенди.

## Достижения
- Чемпион Швеции: 1

- 1974/75

- Вице-чемпион Швеции: 2

- 1969/70, 1971/72

- Финалист Кубка мира: 5

- 1978, 1984, 1993, 1997, 1999

- Финалист Кубка европейских чемпионов: 1

- 1975

## Известные игроки
- Бенгт Эрикссон
- Эрьян Мудин
- Турбьёрн Эк
- Торд Амре
- Лаге Нурден
- Андерс Свенссон
- Ари Холопайнен
- Михаил Свешников
- Максим Потешкин
- Сергей Наумов
- Вилле Аалтонен